# Holor
Holor (pers. هلر) – miejscowość w południowym Iranie, w ostanie Hormozgan, na wyspie Keszm. W 2006 roku miejscowość liczyła 5043 mieszkańców w 1088 rodzinach.